# 環雀鯛
環雀鯛（學名：Pomacentrus armillatus），是輻鰭魚綱鱸形目雀鯛科雀鯛屬的其中一種，分布於西太平洋馬來西亞海域，可能也分布於菲律賓和印尼，深度1至6公尺，本魚體呈卵圓形且側扁，吻部圓鈍，體被櫛鱗，體色深褐色，背鰭軟條部有一個鑲藍邊的黑色眼狀斑，胸鰭基部有一黑斑，尾鰭淡褐色，背鰭硬棘8枚、背鰭軟條14-16枚、臀鰭硬棘2枚、臀鰭軟條14-16枚，體長可達8公分，棲息在珊瑚礁區有泥沙沉積的區域，成小群活動，以浮游生物為食，繁殖期時成對出現，雄魚會守護卵直到孵化，生活習性不明。